# Philo C. Fuller

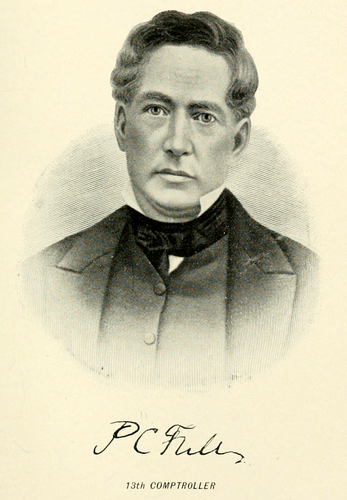
Philo C. Fuller

Philo Case Fuller (* 14. August 1787 bei Marlborough, Massachusetts; † 16. August 1855 bei Geneva, New York) war ein US-amerikanischer Politiker. Zwischen 1833 und 1836 vertrat er den Bundesstaat New York im US-Repräsentantenhaus.

## Werdegang
Philo Fuller besuchte die öffentlichen Schulen seiner Heimat. Nach einem anschließenden Jurastudium und seiner 1813 erfolgten Zulassung als Rechtsanwalt begann er in Albany in diesem Beruf zu arbeiten. Zwischenzeitlich nahm er als Soldat am Britisch-Amerikanischen Krieg von 1812 teil. Dort fungierte er als Privatsekretär von General William Wadsworth in Geneseo. Gleichzeitig schlug er als Mitglied der Anti-Masonic Party eine politische Laufbahn ein. Als Gegner des späteren Präsidenten Andrew Jackson schloss er sich dann zunächst der National Republican Party und später den Whigs an. In den Jahren 1829 und 1830 war er Abgeordneter in der New York State Assembly; von 1831 bis 1832 saß er im Staatssenat.
Bei den Kongresswahlen des Jahres 1832 wurde Fuller als Kandidat der Anti-Masonic Party im 30. Wahlbezirk von New York in das US-Repräsentantenhaus in Washington, D.C. gewählt, wo er am 4. März 1833 die Nachfolge von Bates Cooke antrat. Nach einer Wiederwahl als Nationalrepublikaner konnte er bis zu seinem Rücktritt am 2. September 1836 im Kongress verbleiben. Bereits seit dem Amtsantritt von Präsident Jackson im Jahr 1829 wurde innerhalb und außerhalb des Kongresses heftig über dessen Politik diskutiert. Dabei ging es um die umstrittene Durchsetzung des Indian Removal Act, den Konflikt mit dem Staat South Carolina, der in der Nullifikationskrise gipfelte, und die Bankenpolitik des Präsidenten.
Im Jahr 1836 zog Philo Fuller nach Adrian in Michigan, wo er im Bankgewerbe arbeitete. Außerdem wurde er Präsident der Erie and Kalamazoo Railroad. 1841 war er Abgeordneter im Repräsentantenhaus von Michigan und Präsident dieser Parlamentskammer. Im selben Jahr kandidierte er erfolglos als Whig für das Amt des Gouverneurs von Michigan. Anschließend kehrte er nach Geneseo in New York zurück. 1841 wurde er als Second Assistant Postmaster General in das Bundespostministerium berufen. Zwischen dem 18. Dezember 1850 und dem 4. November 1851 bekleidete er das Amt des New York State Comptroller. Er starb am 16. August 1855 nahe Geneva.